# 法赫德·米尔达西
法赫德·本·阿德万·阿尔-米尔达西（阿拉伯语：‎，羅馬化：Fahad Bin Adwan Al-Mirdasi，1985年8月16日—），通称法赫德·米尔达西，前沙特阿拉伯足球裁判，2011年至2018年担任FIFA国际足球裁判。米尔达西原本被选中执法2018年國際足協世界盃，但赛前因索贿丑闻被沙特阿拉伯足球協會终身禁止从事足球活动，随后被移出世界杯裁判名单。

## 裁判生涯
法赫德·米尔达西2011年成为FIFA国际足球裁判。2015年亞足聯亞洲盃上，法赫德·米尔达西作为主裁判执法了A组阿曼同科威特、D組約旦与約旦的比赛。决赛中，他充任第四官员。同年4月，他还担任了2015年國際足協U-20世界盃决赛主裁判。这年11月29日在印度新德里举办的亚足联年度颁奖大会上，亚足联授予米尔达西和他的两位沙特助理裁判亚足联裁判特别奖。2016年，他执法了2016年夏季奧林匹克運動會男子足球比賽。2017年7月2日，米尔达西被委任为2017年洲際國家盃三、四名决赛的主裁判。执法一系列重要赛事之后，米尔达西被认为是亚洲最优秀、最有经验的足球裁判之一。2018年，米尔达西被列入2018年國際足協世界盃主裁判名单，原本将会成为世界杯足球赛的第四位沙特阿拉伯籍主裁判。
2018年5月12日（星期六）在阿卜杜拉國王體育城體育場举行的沙特國王盃决赛，原定法赫德·米尔达西担任主裁判。周五晚间，沙特阿拉伯足球协会通知决定改用麥克·卡頓保担任主裁判，米尔达西因违规接受调查。沙特足协在周一公布了细节，赛前米尔达西在11日晚间通过短信联系伊蒂哈德足球俱樂部官员索取贿赂，作为交换条件他将帮助球队赢得比赛。俱乐部官员将这条信息上报给了沙特足协。警方拘捕米尔达西后，他供认了索贿一事。沙特阿拉伯足协决定终身禁止法赫德·米尔达西从事足球活动，建议国际足球联合会取消他执法世界杯的资格。随后，国际足联将米尔达西和他团队中的两名助理裁判移出了世界杯裁判名单，另选日本、阿拉伯联合酋长国各一名助理裁判代替。